# André Kropp
André Kropp (* 8. September 1984 in Steinheim) ist ein deutscher ehemaliger Handballspieler. Er spielte auf der Position des Kreisläufers.

## Karriere
Kropp begann das Handballspielen bei seinem Heimatverein HC Steinheim. Über die HSG Blomberg-Lippe kam er in den Nachwuchs des TBV Lemgo. In den folgenden Jahren spielte er beim TBV in der A-Jugend und der zweiten Mannschaft und kam zudem zu ersten Einsätzen im Bundesliga-Team.
Mit einem Zweitspielrecht sammelte er bei der HSG Augustdorf/Hövelhof Spielpraxis in der 2. Bundesliga.
Von 2007 bis 2009 stand Kropp beim Zweitligisten Ahlener SG unter Vertrag, ehe er sich im Sommer 2009 dem Ligakonkurrenten HG Saarlouis anschloss. Bei der HG war der Kreisläufer in der Saison 2009/10 mit 156 Treffern drittbester Torschütze.
Zur Saison 2010/11 wechselte er zum TUSEM Essen, mit dem er 2012 in die Bundesliga aufstieg. Ab Sommer 2014 lief Kropp für den TV Emsdetten auf. Nach der Saison 2018/19 beendete er seine Karriere. Im Januar 2020 wurde er vom ASV Hamm-Westfalen reaktiviert.
Von 2020 bis 2022 war er sportlicher Leiter des TV Emsdetten.